# Nicolò Zaniolo
Nicolò Zaniolo (Massa, 1999. július 2. –) olasz korosztályos válogatott labdarúgó, a Galatasaray játékosa, de kölcsönben a Fiorentina csapatában szerepel.

## Pályafutása

### Klubcsapatokban
A Fiorentina korosztályos csapataiban nevelkedett, majd innen 2016 nyarán a Virtus Entella klubjához került. 2017. március 11-én mutatkozott be az első csapatban a Benevento elleni másodosztályú bajnoki mérkőzésen. A szezon során 7 mérkőzésen lépett pályára, majd elhagyta a klubot. Július 5-én az élvonalbeli Internazionale játékosa lett, többnyire a korosztályos csapatokban lépett pályára. Az első csapatban tétmérkőzésen nem lépett pályára. 2018 júniusában Davide Santon társaságában került az AS Roma csapatába, amely 4.5 millió eurót fizetett érte és 2023-ig írt alá. Az üzlet keretein belül Radja Nainggolan az Inter csapatába igazolt. Szeptember 19-én debütált a Real Madrid csapata ellen 3–0-ra elvesztett UEFA-bajnokok ligája mérkőzésen. Szeptember 26-án a bajnokságban a Frosinone ellen mutatkozott be. December 26-án a Sassuolo ellen megszerezte élete első olasz bajnoki gólját. Kontrát követően az ötösig vezette a labdát, majd egy csellel védőjét és a kapust is elfektette, majd egy emeléssel helyezett a kapuba. 2019. február 12-én az FC Porto elleni bajnokok ligája találkozón duplázott és ezzel a Bajnokok Ligája történetének legfiatalabb olasz játékosa lett, aki legalább két gólt szerez. 2020 szeptemberében másodszor is keresztszalag-szakadást szenvedett, majdnem egy év kihagyás után, 2021. augusztus 19-én, a Trabzonspor elleni UEFA-konferencialiga-mérkőzésen léphetett újra pályára. 2023. február 8-án szerződtette a török Galatasaray csapata.
2023 augusztusában kölcsönbe került az angol Aston Villa csapatához. 2024. május 13-án lábközépcsonttörést szenvedett a Liverpool elleni 3–3-as döntetlennel végződő bajnoki mérkőzésen. 2024 július elején az Atalanta szerződtette kölcsönben. 2025. február 3-án vételi opcióval került kölcsönbe a Fiorentina csapatához.

### A válogatottban
Részt vett a 2018-as U19-es labdarúgó-Európa-bajnokságon az U19-es válogatott tagjaként, amely ezüstérmesként végzett a Finnországban megrendezett tornán.

## Statisztika
2021. május 23-i állapotnak megfelelően.
| Klub           | Szezon   | Osztály   | Bajnokság | Bajnokság | Kupa  | Kupa  | UEFA  | UEFA  | Egyéb | Egyéb | Összesen | Összesen |
| Klub           | Szezon   | Osztály   | Mérk.     | Gólok     | Mérk. | Gólok | Mérk. | Gólok | Mérk. | Gólok | Mérk.    | Gólok    |
| -------------- | -------- | --------- | --------- | --------- | ----- | ----- | ----- | ----- | ----- | ----- | -------- | -------- |
| Virtus Entella | 2016–17  | Serie B   | 7         | 0         | –     | –     | –     | –     | –     | –     | 7        | 0        |
| Internazionale | 2017–18  | Serie A   | 0         | 0         | –     | –     | –     | –     | –     | –     | 0        | 0        |
| Roma           | 2018–19  | Serie A   | 27        | 4         | 2     | 0     | 7     | 2     | –     | –     | 36       | 6        |
| Roma           | 2019–20  | Serie A   | 26        | 6         | 0     | 0     | 7     | 2     | –     | –     | 33       | 8        |
| Roma           | 2020–21  | Serie A   | 0         | 0         | 0     | 0     | 0     | 0     | –     | –     | 0        | 0        |
| Roma           | 2021–22  | Serie A   | 28        | 2         | 2     | 0     | 12    | 6     | –     | –     | 42       | 8        |
| Roma           | 2022–23  | Serie A   | 13        | 1         | 1     | 0     | 3     | 1     | –     | –     | 17       | 2        |
| Roma           | Összesen | Összesen  | 94        | 13        | 5     | 0     | 29    | 11    | 0     | 0     | 128      | 24       |
| Galatasaray    | 2022–23  | Süper Lig | 0         | 0         | 0     | 0     | –     | –     | –     | –     | 0        | 0        |
| Galatasaray    | Összesen | Összesen  | 0         | 0         | 0     | 0     | 0     | 0     | 0     | 0     | 0        | 0        |
| Összesen       | Összesen | Összesen  | 101       | 13        | 5     | 0     | 29    | 11    | 0     | 0     | 135      | 24       |

## Sikerei, díjai

### Klub
- AS Roma
  - UEFA Konferencia Liga: 2021–22

- Galatasaray
  - Török bajnok: 2022–23

### Egyéni
- Serie A – Év legjobb fiatal játékosa: 2018–19[28]

## Család
Édesapja Igor Zaniolo szintén labdarúgó, aki a másodosztályban és a harmadosztályban lépett többnyire pályára pályafutása során.